# فرانز ويست
فرانز ويست (بالألمانية: Franz West) هو مؤدي وفنان نمساوي، ولد في 16 فبراير 1947 في فيينا في النمسا، وتوفي بنفس المكان في 26 يوليو 2012.

## وصلات خارجية
- الموقع الرسمي
- فرانز ويست على موقع مونزينجر (الألمانية)
- فرانز ويست على موقع ديسكوغز (الإنجليزية)